# Rubescourt
Rubescourt település Franciaországban, Somme megyében. Lakosainak száma 135 fő (2022. január 1.). Rubescourt Domfront, Le Frestoy-Vaux, Le Ployron, Royaucourt, Assainvillers, Ayencourt és Montdidier községekkel határos.

## Népesség
A település népessége az elmúlt években az alábbi módon változott:
| Lakosok száma | 139  | 136  | 138  | 134  | 133  | 133  | 133  | 135  | 135  |
|               | 2013 | 2015 | 2016 | 2017 | 2018 | 2019 | 2020 | 2021 | 2022 |